# Euploea sapitana
Euploea sapitana är en fjärilsart som beskrevs av Hans Fruhstorfer 1898. Euploea sapitana ingår i släktet Euploea och familjen praktfjärilar. Inga underarter finns listade i Catalogue of Life.